# The Wackness
The Wackness is een Brits-Amerikaanse tragikomische film uit 2008 onder regie van Jonathan Levine, die ook het scenario schreef. Hiervoor won hij de publieksprijs op het Sundance Film Festival 2008 en werd hij genomineerd voor de Independent Spirit Award voor beste eerste scenario. Ben Kingsley werd daarentegen genomineerd voor de Razzie Award voor slechtste bijrol (voor die in deze film samen met die in The Love Guru en War, Inc.).

## Verhaal
Het is de zomer van 1994 en in de straten van New York klinkt hip-hop. Luke Shapiro (Josh Peck) is een probleemtiener zonder vrienden, problemen met zijn ouders, en een groot gebrek aan ervaring met meisjes. Hij handelt in wiet en ruilt die ook voor sessies met zijn therapeut, dr. Squires (Ben Kingsley), wiens vrouw (Famke Janssen) van hem verwijdert raakt. Squires - een aan medicijner verslaafde psychiater met een terugwijkende haarlijn en een naar zijn adolescentie terugvallende geestesgesteldheid - is een slecht rolmodel. Maar de twee worden vrienden gebaseerd op een wederzijdse behoefte: het verlangen naar een vriendin. Het paar apart maakt een tocht door New York, waar ze worden verscheidene van Luke's "relaties" ontmoeten, waaronder een dreadlocked fee (Mary-Kate Olsen), een one-hit-wonder (Jane Adams), en Luke's leverancier (Method Man). Luke heeft al lange tijd een oogje op Stephanie (Olivia Thirlby), de mooie maar schijnbaar onbereikbare stiefdochter van dr. Squires. Luke kan zijn geluk niet op als ze op zijn toenaderingspoging ingaat. Zijn eerste onschuldige liefdeservaring met Stephanie wordt een levensles die hem op het pad brengt naar volwassenheid. En als vervolgens Squires instort, is het aan de jongere man om de oudere een reddingsboei toe te gooien.

## Rolverdeling
- Josh Peck - Luke Shapiro
- Ben Kingsley - Dr. Squires
- Famke Janssen - Mrs. Squires
- Olivia Thirlby - Stephanie
- Mary-Kate Olsen - Union
- Method Man - Percy
- Aaron Yoo - Justin
- Jane Adams - Eleanor